# Curcuma rhomba
Curcuma rhomba är en enhjärtbladig växtart som beskrevs av John Donald Mood och Kai Larsen. Curcuma rhomba ingår i släktet Curcuma och familjen Zingiberaceae. Inga underarter finns listade i Catalogue of Life.